# Markus Freiherr von Rotberg
Markus Freiherr von Rotberg (* 15. Oktober 1969 in Mannheim als Markus Bäurle) ist ein ehemaliger deutscher Fußballspieler.

## Fußballlaufbahn
Markus Bäurle spielte in der Jugend für den SV Hoffeld und die Stuttgarter Kickers. 1988 wechselte er zur SpVgg 07 Ludwigsburg, wo er 1989 in den Erwachsenenbereich aufstieg. In den folgenden zwei Jahren kam er zu 54 Einsätzen in der Oberliga Baden-Württemberg, in denen er 20 Tore erzielte. 1991 wurde er mit den Ludwigsburgern Deutscher Vizeamateurmeister. Im Anschluss wechselte er zum 1. FC Nürnberg und absolvierte von 1991 bis 1993 20 Bundesligaspiele für den Club. 1993 ging er zum SSV Reutlingen 05, der sich 1994 für die neue Regionalliga qualifizierte. Bäurle war in 29 Spielen eingesetzt worden und hatte vier Tore geschossen, blieb danach allerdings eine weitere Spielzeit in der Oberliga und kam 1994/95 für den GSV Maichingen zu 15 Einsätzen und vier Toren. 1995 wechselte er in die Regionalliga zurück zur SpVgg Ludwigsburg. Bis 1997 bestritt er 49 Ligaspiele und schoss drei Tore.

## Nach dem aktiven Fußball
Markus Freiherr von Rotberg ist nach seiner Fußballkarriere in der Versicherungsbranche tätig. Zunächst bei der Stuttgarter Lebensversicherung und HDI-Gerling angestellt, ist er seit 2011 Regionaldirektor bei der Swiss Life. Seit 2013 ist er Mitglied im Wirtschaftsbeirat Bayern. 2015 kandidierte er für den Verwaltungsrat des TSV 1860 München, in dessen Fußballabteilung er 2013 als passives Mitglied eintrat.